# Demeclociclina
Demeclociclina (Declomycin, Declostatin y Ledermycin) es una tetraciclina derivada de una cepa de Streptomyces aureofaciens.

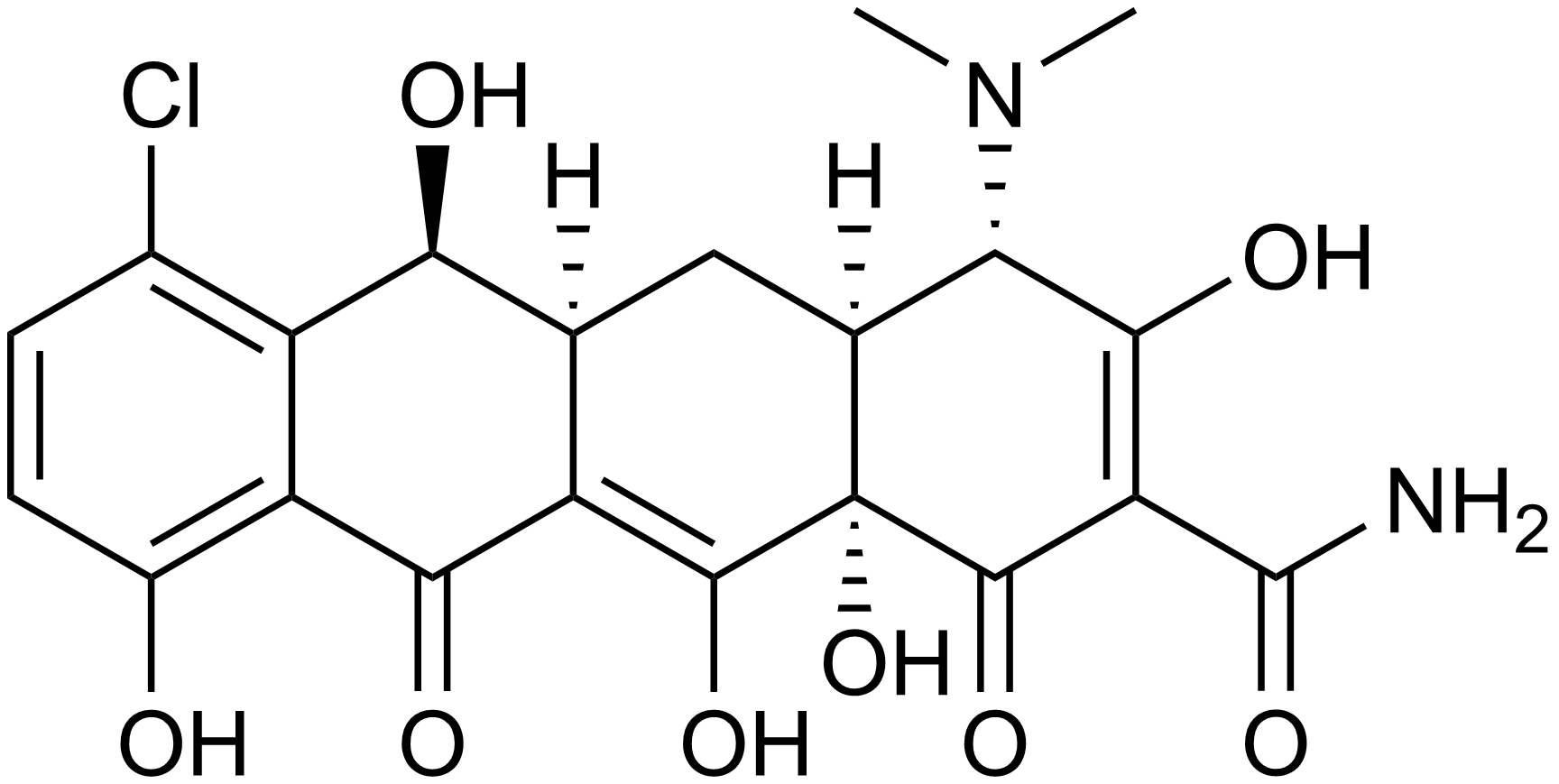
Estructura de la Demeclociclina.

## Usos

### En infecciones
Esta oficialmente indicado para el tratamiento diversos tipos de infecciones bacterianas.
Antiobiotico indicado en la enfermedad de Lyme, acné y bronquitis.[cita requerida]
La resistencia microbiana se hizo gradualmente más frecuente, por lo que la demeclociclina es poco usada en infecciones.

### EnSIADH
Es muy usada en (aunque fuera de indicación off-label en diversos países) el tratamiento de hiponatremia (baja concentración de sodio en la sangre) debido al síndrome de secreción inadecuada de la hormona antidiurética (SIADH) cuando la restricción de fluidos resulta inefectiva.
El uso en SIADH, donde la secreción inadecuada de hormona antidiurética ocasiona sobrecarga hídrica descansa en su capacidad para inducir diabetes nefrogénica (deshidratación debida a la incapacidad para concentrar la orina). Su uso en SIADH fue originalmente reportada el año 1975, y en 1978, un estudio más amplio encontró que era efectiva y mejor tolerada que el carbonato de litio, el único tratamiento en esa época. Demeclocycline ha sido desde entonces el tratamiento de elección en SIADH, aunque puede ser superado por - un antagonista del receptor de vasopressina, como el tolvaptan, disponible.

## Contraindicaciones
Como otras tetraciclinas, la demeclociclina está contraindicada en niños y embarazadas o nodrizas. Todos los miembros de esta clase interfieren con el desarrollo óseo y pueden descolorar los dientes.

## Efectos indeseables e interacciones
Tiene un perfil de tolerancia similar a otras tetraciclinas, siendo las reacciona adversa más significativa las reacciones cutáneas con la exposición a luz solar aunque como efecto particular, ocasiona diabetes insípida nefrogénica.
Las tetraciclinas unen cationes tales como calcio, hierro (administrados vía oral) y magnesio, haciéndolos insolubles e inabsorbibles vía gastrointestinal. Este medicamento no debe tomarse con los alimentos (especialmente con leche u otros productos lácteos) o antiácidos.

## Mecanismo de acción
Como con antibióticos relacionados con tetracíclinas, demeclocycline actúa ligando a 30S- y 50S-RNA, que impide síntesis de proteínas bacteriana. Es bacteriostático (interrumpe el crecimiento de la bacteria pero no es bactericida directamente).
No se sabe exactamente por qué la demeclociclina impide la acción de la hormona antidiurética, pero se cree que bloquea la unión de la hormona a su receptor.